# Helmut Donner
Helmut Donner (* 15. August 1941 in Wien) ist ein ehemaliger österreichischer Zehnkämpfer und Hochspringer, Sportfunktionär, sowie Journalist und Verleger.

## Kindheit
Helmut Donner verbrachte nach dem Krieg einige Zeit bei einer Pflegefamilie in Tilburg in Holland. Nach seiner Rückkehr nach Wien spielte er Fußball im Nachwuchsbereich (u. a. bei der Vienna), bevor er mit 16 Jahren zur Leichtathletik wechselte.

## Karriere als Sportler
Bei den Olympischen Spielen 1960 in Rom nahm er im Hochsprung teil und belegte den 22. Platz (Qualifikation).
Sechsmal wurde er Österreichischer Meister (1959–1961, 1963–1965). Am 7. Oktober 1962 stellte er in Meran mit 2,03 m einen nationalen Rekord auf, der erst neun Jahre später von Sepp Zeilbauer gebrochen wurde.

## Verbandsarbeit
Von 1994 bis 2000 war Helmut Donner Präsident des Österreichischen Leichtathletikverbands ÖLV. Er setzte sich aktiv gegen Doping ein. Neben seiner Aktivität beim ÖLV war er auch Funktionär bei der European Athletic Association  und der IAAF.

## Karriere als Journalist und Verleger
Helmut Donner startete seine Karriere als Journalist beim Express, ehe er Leiter des Wirtschaftsressorts der Oberösterreichischen Nachrichten wurde. Helmut Donner ist ein ehemaliger Preisträger des Eduard Haas Preises für Wirtschaftsjournalismus. Es folgte eine Station als Geschäftsführer der Werbeagentur MMS, ehe er 1974 den Fachzeitschriftenverlag „a3“ gründete. Der Verlag expandierte früh in mehrere Länder Osteuropas. Bis zum Verkauf im Jahr 2000 leitete Helmut Donner den Verlag als Geschäftsführer.